# Ceba d'en Campeny morada
La varietat de ceba d'en Campeny morada també coneguda com a morisca o d'en Campeny és una varietat de la família de les liliàices de l'espècie de la ceba, Allium cepa L. Es caracteritza per ser una ceba de fulla verd-blavosa, estreta i erecta. La forma del bulb és plana-esfèrica (en forma de plat), de color exterior marró vermellós i polpa interior blanca i vermella. El pes dels bulbs és discret, una mitjana de 116,32g. Una de les principals característiques de la varietat és que no pica i provoca molt poc llagrimeig, gràcies al baix contingut de sulfòxids de cisteïna, tant pel que fa a la ceba tendra com a la seva seca menjada crua. Molt semblant a la ceba de Molins de Rei o a la ceba agra.
La principal diferència és el color del bulb, molt més grogós (marró clar) per a la ceba agra. Està inclosa en el Catàleg de les varietats locals d'interès agrari de Catalunya amb el número d'inscripció CAT013CVL. A la comarca del Barcelonès hi ha tradició del seu cultiu Comença a aparèixer citada en diversos textos a partir dels anys 30 del s.xx, tots coincideixen en definir-la com una varietat vermella, extremadament dolça i primerenca.

## Característiques agronòmiques
Ceba que destaca per una gran precocitat, als anys seixanta del segle xx era citada com la més primerenca. El seu cultiu s'iniciava a setembre amb la sembra de la llavor per trasplantar entre novembre i desembre. La recol·lecció com a ceba tendra s'iniciava el mes de març i els bulbs secs es collien a finals d'abril.